# Jules Ruellan
Cet article court présente un sujet plus développé dans : Frères Ruellan.
Jules Marie Ange Ruellan, dit l'abbé Julius, né le 5 janvier 1874, capitaine au 93e régiment d'infanterie, mort le 1er octobre 1918  à Sainte-Marie-à-Py dans la Marne, est l'un des frères Ruellan.
Cette fratrie, originaire de Saint-Malo, a payé un lourd tribut lors de la Première Guerre mondiale.

## Vidéographie
- Frères d'armes - Jules Ruellan, série Frères d'armes, film-portrait raconté par Lucien Jean-Baptiste, co-réalisé par Pascal Blanchard et Rachid Bouchareb, 2016, 2 minutes.